# Moisè Cecconi
Moisè Cecconi (Iolo, 19 febbraio 1870 – Prato, 25 settembre 1963) è stato uno scrittore italiano.

## Biografia
Nato a Iolo, un piccolo paese della città di Prato, da una famiglia agiata e benestante proprietaria terriera e di un filatoio di seta, dopo aver compiuto gli studi ginnasiali nel Convitto Cicognini di Prato dovette interrompere gli studi universitari in lettere presso l'università di Firenze prima di conseguire la laurea. Si sposò due volte: nel 1904 con la canadese Caroline Le Liévre de Saint Remy che conobbe a Firenze sul finire degli anni Novanta dell’Ottocento; qui la ragazza si recava dal vicino educandato del Poggio Imperiale, dove studiava. Profondamente innamorato, Cecconi ebbe con lei, una volta tornata in patria, lunghi rapporti epistolari, fino a quando, nel luglio del 1904, decise di imbarcarsi da Napoli per l’America; sbarcò a New York, si recò in treno fino a Ottawa, nel Dipartimento dell’Ontario dove la ragazza risiedeva, e la chiese in moglie. Si sposarono in ottobre, sul piroscafo che li riportava in Italia e visse occupandosi delle proprietà terriere di famiglia.
Cugino di Ardengo Soffici, frequentò gli ambienti letterari di Firenze e conobbe Gabriele D'Annunzio e Giovanni Pascoli. 
Visse anche a Parigi e intrattenne una corrispondenza con Émile Zola. Collaborò saltuariamente con la rivista Il Marzocco e contribuì economicamente alla fondazione della rivista La Voce.
Pubblicò alcune opere di narrativa: un romanzo e alcuni volumi di racconti.
Si spense nella sua casa di Iolo il 25 settembre del 1963 a novantaquattro anni, dopo una vita lunga e intensa.
A Prato gli è stata intitolata una via.

## Opere pubblicate
- Il primo bacio e altre novelle bizzarre, Treves, Milano 1908 (edizione economica nel 1911);
- La principessa ermetica ed altre novelle, Bemporad-Gonnelli, Firenze 1911;
- Il taccuino perduto di J d F. Trovato e pubblicato, Treves, Milano 1915 (raccolta di pensieri e riflessioni)
- Racconti per convalescenti, Treves, Milano 1916;
- Elogio della perfetta ignoranza, Vallecchi, Firenze 1927;
- La fidanzata del vento, Vallecchi, Firenze 1934 (romanzo).